# Xanthoparmelia lobuliferella
Xanthoparmelia lobuliferella är en lavart som beskrevs av Elix. Xanthoparmelia lobuliferella ingår i släktet Xanthoparmelia och familjen Parmeliaceae.   Inga underarter finns listade i Catalogue of Life.